# Doğankaya, Cide
Doğankaya là một xã thuộc huyện Cide, tỉnh Kastamonu, Thổ Nhĩ Kỳ. Dân số thời điểm năm 2008 là 199 người.